# 菲利普·詹森
菲利普·詹森（英語：Philip Jensen，1967年11月8日—），新西兰男子田径运动员。他曾代表新西兰参加1990年、1998年和2002年英联邦运动会田径比赛，其中2002年英联邦运动会获得一枚银牌。